# Hokej na travi na OI 1948.
Olimpijske igre 1948. su se održale u Ujedinjenom Kraljevstvu, u Londonu.

## Momčadi sudionice
Sudjelovalo je trinaest momčadi: Indije, Austrije, Danske, Nizozemske, Francuske, Belgije, Argentine, Španjolske, Afganistana, Švicarske, Pakistana, SAD-a i domaćina Ujedinjenog Kraljevstva.

### Afganistan
Mohamad Attai, G. Jagi, Mohamad Khogaini, Bakhteyar Mangal, Abdul Nooristani, A. J. Nooristani, Din Mohd Nooristani, Jahan Nooristani, M. J. Nooristani, M. K. Nooristani, Mohd Amin Nooristani, Ahmad Tajik, Nasrullah Totakhail, A. G. Yusufzai

### Argentina
Roberto Anderson, Luis Bianchi, Juan Brigo, Roberto Márquez, Carlos Mercali, Tomas Quinn, Valerio Sánchez, Luis Scally, Tomas Scally, Tomas Wade, Jorge Wilson, Antonio Zucchi.

Pričuvni igrači: Oscar Arata, Guillermo Dolan, Oscar Vinnue, Victor Aubert

### Austrija
Adam Bischof, Karl Brandl, Karl Holzapfel, Johann Koller, Franz Lovato, Walter Niederle, Oskar Nowak, Karl Ördögh, Franz Raule, Friedrich Rückert, Ernst Schala, Franz Strachota.

Pričuvni igrači: Siegfried Egger, Wolfgang Klee, Josef Pecanka

### Belgija
Lucien Boekmans, Robert Cayman, Henri Delaval, José Delaval, Jean Dubois, Jean Enderle, Roger Goossens, Jacques Kielbaye, Harold Mechelynck, Henri Niemegeerts, Joseph van Muylders, Lucien van Weydeveld, André Waterkeyn.

Pričuvni igrači: Jean-Marie Jadoul, Jean-Jacques Moucq, Paul Toussaint

### Danska
Preben Blach, Ernest Bohr, Otto Busch, Eigil Hansen, Jørgen Robert Hansen, Vagn Hovard, Johannes Robert Jensen, Egon Johansen, Svend Jørgensen, Vagn Loft, Erling Nielsen, Jørgen Boye Nielsen, Poul Moll Nielsen, Henrik Sørensen, Hjalmar Thomsen, Mogens Venge

### Francuska
Bernard Boone, Jacques Butin, Guy Chevalier, Jean-François Dubessay, Claude Hauet, Jean Hauet, Michel Lacroix, Robert Lucas, Diran Manoukian, André Meyer, Philippe Reynaud, Jean Rouget, Jacques Thieffry, Pierre Vandame

### Indija
Leslie Claudius, Keshav Dutt, Walter D'Souza, Lawrie Fernandes, Ranganathan Francis, Gerry Glacken, Akhtar Hussain, Patrick Jansen, Amir Kumar, Kishan Lal, Leo Pinto, Jaswant Singh Rajput, Latif-ur-Rehman, Reginald Rodrigues, Balbir Singh, Randhir Singh Gentle, Grahanandan Singh, Kunwar Digvijay Singh, Trilochan Singh, Maxie Vaz

### Nizozemska
André Boerstra, Henk Bouwman, Piet Bromberg, Harry Derckx, Han Drijver, Dick Esser, Roepie Kruize, Jenne Langhout, Dick Loggere, Ton Richter, Eddy Tiel, Wim van Heel

### Pakistan
Masood Ahmed Khan, M Anwar Beg Moghal, Mukhtar Bhatti, Hamidullah Burki, Ali Iqtidar Shah Dara (kapetan), Milton D'Mello, Abdul Hamid, Mahmoodul Hassan, Abdul Ghafoor Khan, Abdul Qayyum Khan, Niaz Khan, Shahzada Khurram, Aziz Malik, Abdul Razzaq, Azizur Rehman, Sheikh Remat Ullah, Syed Muhammad Salim, Shahzada Muhammad Shah-Rukh (dokapetan), Khawaja Muhammad Taqi

### SAD
Donald Buck, Claus Gerson, Henry Goode, Frederick Hewitt, William Kurtz, Hendrick Lubbers, Harry Marcoplos, Kurt Orban, John Renwick, Sanders Sims, John Slade, Walter Stude, Felix Ucko, William Wilson.

Pričuvni igrači: David Cuffmann, Phillip Schoettle

Trener: Kurt Orban

### Španjolska
Manuel Agustín, Jaime Allende, Ricardo Cabot Boix, Juan del Campo, Enrique Estébanos Vela, Pedro Farreras Valenti, Pedro Gasset, Eduardo Jardón Ron, Fernando Jardón Ron, Francisco Jardón Ron, Luis Pratsmasó, Manuel Royes Bohigas, Rafael Ruiz, Enrique Sáinz Ortueta

### Švicarska
Roland Eger, Otto Grolimund, Ernst Grub, Hans Gruner, Roger Jenzer, Franz Kehrer, Fridolin Kurmann, Pierre Pasche, Jean Rippstein, Jean-Pierre Roche, Alois Schlee, Eugen Siegrist, Fritz Stuhlinger, Karl Vogt, Hans Walser

### Uj. Kraljevstvo
Robert Adlard, Norman Borrett, David Brodie, Ronald Davis, William Griffiths, Frederick Lindsay, William Lindsay, John Peake, Frank Reynolds, George Sime, Michael Walford, William White
U bazi podataka Međunarodnog olimpijskog odbora o športašima koji su osvojili odličja na OI se nalaze samo ovi igrači kao osvajači odličja. Svi su odigrali barem jedan susret na turniru. Pričuvni igrači se ne nalaze na popisu osvajača odličja.

## Natjecateljski sustav
Momčadi su igrale u trima skupinama po jednostrukom ligaškom sustavu. Za pobjedu se dobivalo 2 boda, za neriješeno bod, a za poraz ništa. 
Pobjednici skupina te drugoplasirani iz skupine "C" su išle u poluzavršnicu. Pobjednik "A" je igrao s drugim iz "C", a pobjednici "B" i "C" međusobno. Pobjednici su igrali završnicu, a poraženi za brončano odličje.

## Mjesta i vrijeme odigravanja susreta
Susreti su se odigrali od 31. srpnja do 15. kolovoza 1948.
Susreti u prvom i drugom krugu su se odigrali u Lyons' Sports Clubu u Sudburyju, Guinness Sports Clubu u Park Royalu i Polytechnic Sports Groundu u Chiswicku. 
Završni susret se odigrao na stadionu Wembley (znanom i kao Empire).

## Rezultati

### Prvi krug - po skupinama

#### Skupina "A"
| Nadnevak    |  | Država     |       | Država     |
| ----------- |  | ---------- | ----- | ---------- |
| 31. srpnja  |  | Indija     | 8 : 0 | Austrija   |
| 2. kolovoza |  | Španjolska | 2 : 3 | Argentina  |
| 4. kolovoza |  | Indija     | 9 : 1 | Argentina  |
| 4. kolovoza |  | Španjolska | 1 : 1 | Austrija   |
| 6. kolovoza |  | Austrija   | 1 : 1 | Argentina  |
| 6. kolovoza |  | Indija     | 2 : 0 | Španjolska |

Konačna ljestvica skupine "A":
| Mj. | Sastav     | Ut | Pb | N | Pz | Pos | Pri | RP | Bod |
| --- | ---------- | -- | -- | - | -- | --- | --- | -- | --- |
| 1   | Indija     | 3  | 3  | 0 | 0  | 19  | 1   | 18 | 6   |
| 2   | Argentina  | 3  | 1  | 1 | 1  | 5   | 12  | -7 | 3   |
| 3   | Austrija   | 3  | 0  | 2 | 1  | 2   | 10  | -8 | 2   |
| 4   | Španjolska | 3  | 0  | 1 | 2  | 3   | 6   | -3 | 1   |

#### Skupina "B"
| Nadnevak    |  | Država          |        | Država     |
| ----------- |  | --------------- | ------ | ---------- |
| 31. srpnja  |  | Uj. Kraljevstvo | 0 : 0  | Švicarska  |
| 3. kolovoza |  | Afganistan      | 2 : 0  | SAD        |
| 5. kolovoza |  | Afganistan      | 1 : 1  | Švicarska  |
| 5. kolovoza |  | Uj. Kraljevstvo | 11 : 0 | SAD        |
| 7. kolovoza |  | Uj. Kraljevstvo | 8 : 0  | Afganistan |
| 7. kolovoza |  | Švicarska       | 3 : 1  | SAD        |

Konačna ljestvica skupine "B":
| Mj. | Sastav          | Ut | Pb | N | Pz | Pos | Pri | RP  | Bod |
| --- | --------------- | -- | -- | - | -- | --- | --- | --- | --- |
| 1   | Uj. Kraljevstvo | 3  | 2  | 1 | 0  | 19  | 0   | 19  | 5   |
| 2   | Švicarska       | 3  | 1  | 2 | 0  | 4   | 2   | 2   | 4   |
| 3   | Afganistan      | 3  | 1  | 1 | 1  | 3   | 9   | -6  | 3   |
| 4   | SAD             | 3  | 0  | 0 | 3  | 1   | 16  | -15 | 0   |

#### Skupina "C"
| Nadnevak    |  | Država     |       | Država    |
| ----------- |  | ---------- | ----- | --------- |
| 31. srpnja  |  | Nizozemska | 4 : 1 | Belgija   |
| 31. srpnja  |  | Francuska  | 2 : 2 | Danska    |
| 2. kolovoza |  | Pakistan   | 2 : 1 | Belgija   |
| 2. kolovoza |  | Nizozemska | 4 : 1 | Danska    |
| 3. kolovoza |  | Nizozemska | 2 : 0 | Francuska |
| 3. kolovoza |  | Pakistan   | 9 : 0 | Danska    |
| 5. kolovoza |  | Pakistan   | 3 : 1 | Francuska |
| 5. kolovoza |  | Belgija    | 2 : 1 | Danska    |
| 7. kolovoza |  | Nizozemska | 1 : 6 | Pakistan  |
| 7. kolovoza |  | Francuska  | 1 : 2 | Belgija   |

Konačna ljestvica skupine "C":
| Mj. | Sastav     | Ut | Pb | N | Pz | Pos | Pri | RP  | Bod |
| --- | ---------- | -- | -- | - | -- | --- | --- | --- | --- |
| 1   | Pakistan   | 4  | 4  | 0 | 0  | 20  | 3   | 17  | 8   |
| 2   | Nizozemska | 4  | 3  | 0 | 1  | 11  | 8   | 3   | 6   |
| 3   | Belgija    | 4  | 2  | 0 | 2  | 6   | 8   | -2  | 4   |
| 4   | Francuska  | 4  | 0  | 1 | 3  | 4   | 9   | -5  | 1   |
| 5   | Danska     | 4  | 0  | 1 | 3  | 4   | 17  | -13 | 1   |

### Poluzavršnica
| Nadnevak    |  | Država          |       | Država     |
| ----------- |  | --------------- | ----- | ---------- |
| 9. kolovoza |  | Uj. Kraljevstvo | 2 : 0 | Pakistan   |
| 9. kolovoza |  | Indija          | 2 : 1 | Nizozemska |

### Za brončano odličje
| Nadnevak     |  | Država     |       | Država   |
| ------------ |  | ---------- | ----- | -------- |
| 12. kolovoza |  | Nizozemska | 1 : 1 | Pakistan |
| 13. kolovoza |  | Nizozemska | 4 : 1 | Pakistan |

### Završnica
| Nadnevak     |  | Država |       | Država          |
| ------------ |  | ------ | ----- | --------------- |
| 15. kolovoza |  | Indija | 4 : 0 | Uj. Kraljevstvo |

Pobijedila je momčad Indije.

## Završni poredak
| Momčadi    |                        |
| Zlato      | Indija                 |
| Srebro     | Ujedinjeno Kraljevstvo |
| Bronca     | Nizozemska             |
| 4.         | Pakistan               |
|            | Afganistan             |
| Argentina  |                        |
| Belgija    |                        |
| Danska     |                        |
| Francuska  |                        |
| Austrija   |                        |
| Španjolska |                        |
| SAD        |                        |
| Švicarska  |                        |

| Olimpijski prvaci 1948. |
| ----------------------- |
| Indija Četvrti naslov   |